# Thetys vagina
Thetys
Genre
Espèce
Thetys vagina, unique représentant du genre Thetys, est une espèce de salpes (tuniciers pélagiques), de grande taille, solitaire et non coloniale, cosmopolite en zones tropicales ou en zones tempérées.

## Description
C'est une grande salpe solitaire et translucide, qui peut atteindre 30 cm de long. Elle est de forme tubulaire (facilement prise pour une bouteille en plastique par les baigneurs inattentifs), avec une énorme bouche à l'avant bordé de lèvres charnues, et un arrière fuselé et prolongé par deux nageoires. Vingt bandes musculaires barrent l'ensemble, et on voit facilement le nucléus (qui contient les viscères), sorte de bille de couleur fauve située à l'intérieur de l'animal. 

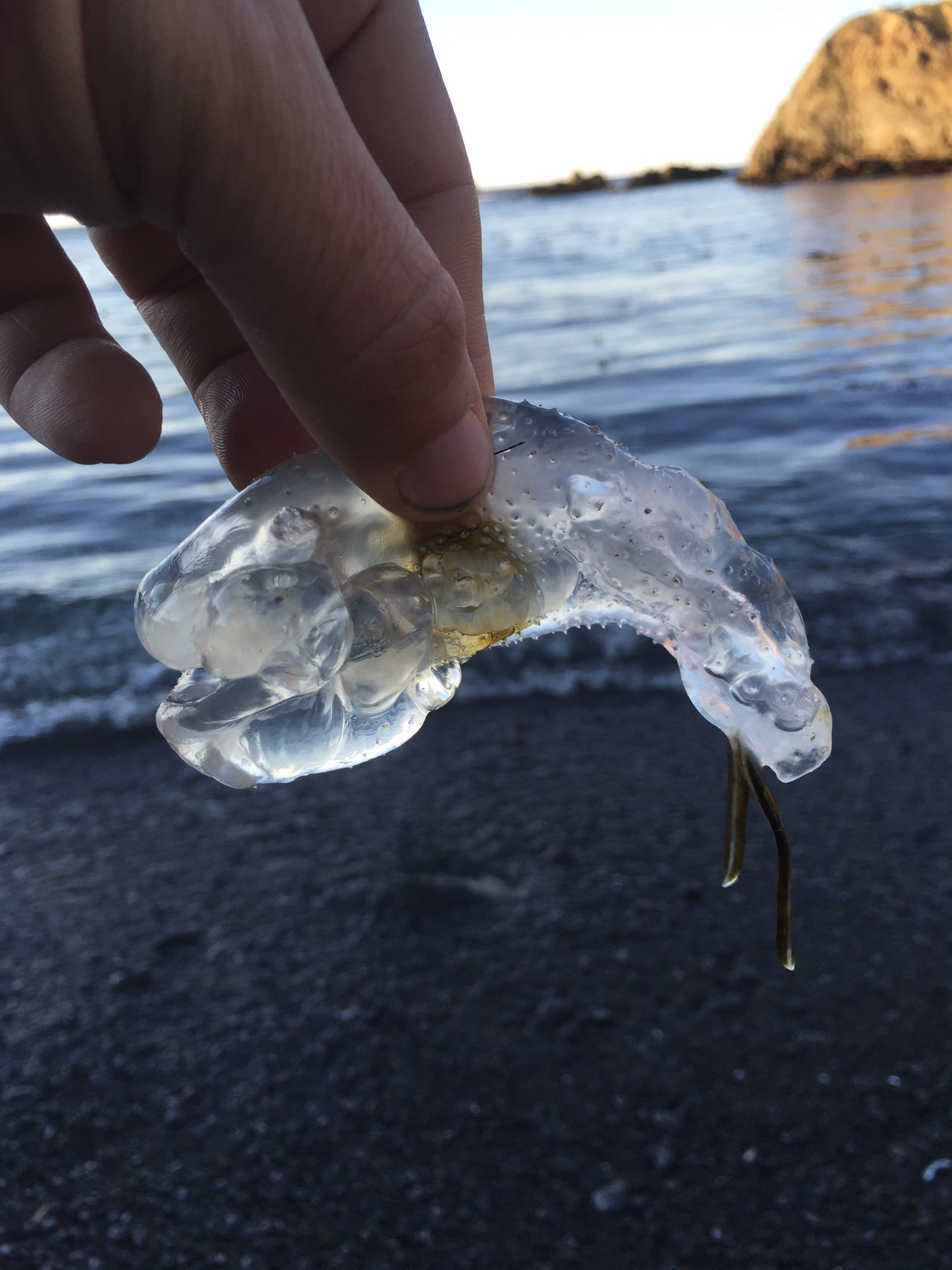
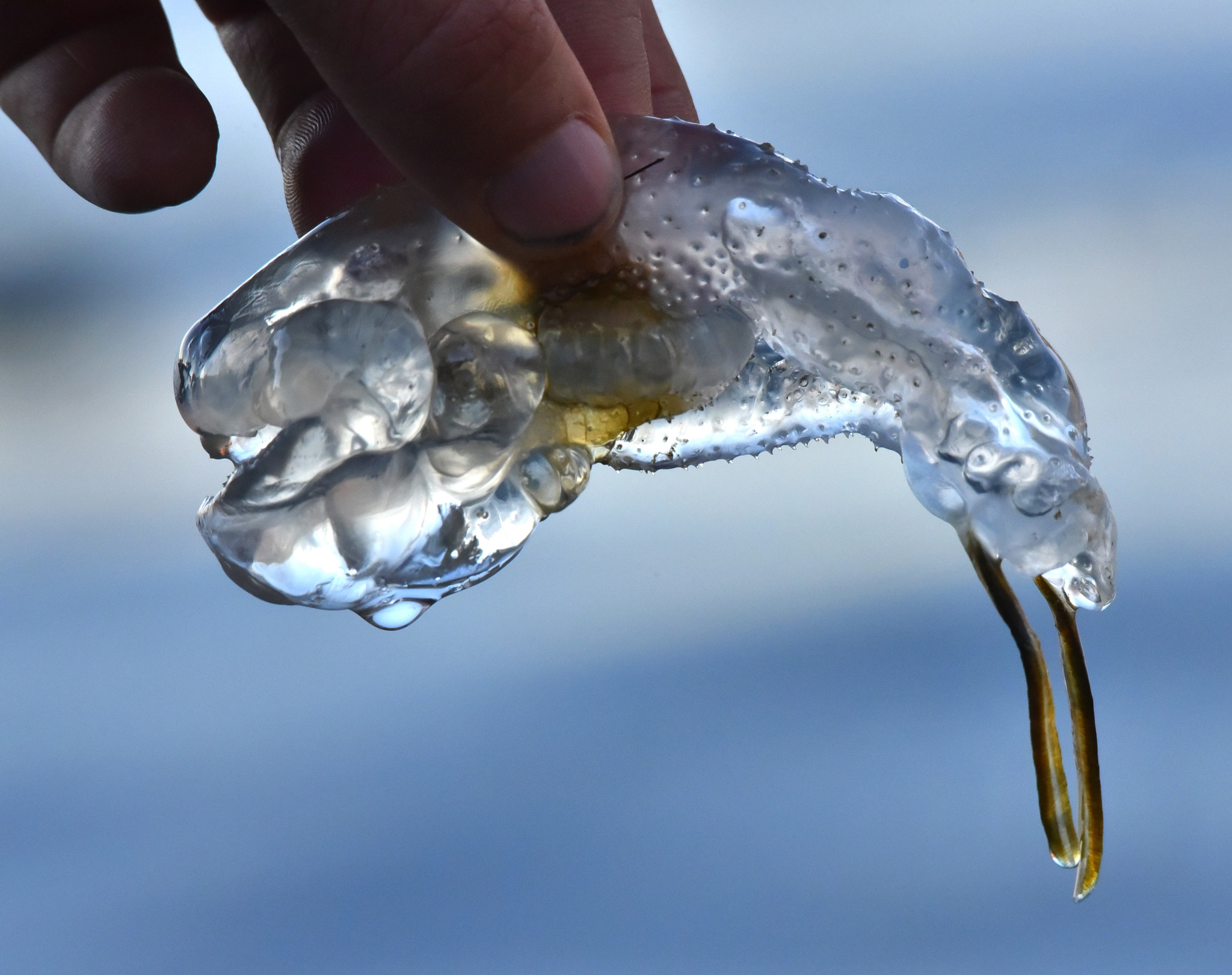

## Habitat et répartition
C'est une espèce pélagique (qui vit en haute mer, sans fréquenter le fond), de répartition cosmopolite. Elle est relativement commune mais rarement observée par les baigneurs et plongeurs. 

## Systématique
Le nom valide complet (avec auteur) de ce taxon est Thetys vagina Tilesius, 1802.
Thetys vagina a pour synonymes :
- Salpa costata Quoy & Gaimard, 1825
- Salpa herculea Dall, 1872
- Salpa neapolitana Della Chiaje, 1841
- Salpa tilesii Cuvier, 1804
- Salpa vagina Tilesius, 1802
- Tetys costata
- Tetys tilesii
- Thetys costata (Quoy & Gaimard, 1825)
- Thetys tilesii (Cuvier, 1804)

## Publication originale
- (de) W.G. Tilesius, « Abbildung und Beschreibung eines sonderbaren Seeubeutels oder einer neuen Thetys-Species aus dem Atlantischen Ozean, Thetys vagina », Jahrbuch Naturgesellschaft Leipzig, Leipzig, vol. 1,‎ 1802, p. 150-165.